# Петро II Александрійський
Патріарх Петро II (грец. Πατριάρχης Πέτρος Β΄; нар. ? — пом. 27 лютого 381) — 21-й Патріарх Александрійський і всієї Африки, предстоятель Александрійської православної церкви у 373—374 та 379—381 роками. 

## Життєпис
Петро II  був учнем Атанасія Великого, який призначив його своїм наступником у 373 році, перед своєю смертю. Вибір був схвалений єпископатом, кліром та народом. Петро II був ревним противником аріанства, яке було наймасовішою християнською течією IV століття в Римській імперії, а з 336 до 381 року аріанство було офіційно визнаною релігією імперії.
Початок правління Петра II припав на час, коли імператор Валент, який сповідував аріанство, розпочав гоніння на православних. Імператор Валент вирішив поставити аріанина на чолі Александрійської православної церкви. 374 року Евзоій Антіохійський, архієпископ та митрополит Антіохійський між 361 та 378 роками, прибув до Олександрії з загоном вояків, вигнав Петра II, а на Олександрійську катедру поставив Лукія.
Петро змушений був покинути Єгипет, та відправився в Рим, де знайшов прихисток у 37-го папи Римського Дамасія I, який підтримував його проти аріан. 
У 378 році імператор Валент загинув у Адріанопольській битві, а в 379 році на Александрійську катедру імператором Феодосієм Великим знову був повернутий Петро II.
Петро II написав проти Лукія викривальне послання, великий уривок з якого цитує в своїй книзі «Церковна історія» Феодорит Кирський.